# 高柳豊三郎
高柳 豊三郎（たかやなぎ とよさぶろう、文久2年（1862年） - 明治45年（1912年）2月22日）は、日本の実業家。読売新聞社社長などを務めた。

## 人物
肥前国佐賀生まれ。佐賀藩士で、1885年に商法講習所（現一橋大学）を卒業し、三井物産入社。同期に藤瀬政次郎がいた。
1890年三井物産を退社。1892年兵庫県立神戸商業学校校長。同年愛知県名古屋商業学校校長。1897年依願退官。
日本郵船入社後、春日丸事務長などを経て、1909年日就社社長。1910年読売新聞社社長。1912年死去。社葬が行われた。

## 親族
読売新聞社創業者の本野盛亨の甥にあたる。